# 迈克·莱维特
迈克·莱维特（英語：Mick Leavitt；1951年2月11日—）生於犹他州锡达城，美国政治家，美国共和党成员，曾任犹他州州长（1993年－2003年）、美国卫生与公众服务部部长（2005年－2009年）。